# Megaboa – 20 Meter, die fressen wollen
Megaboa – 20 Meter, die fressen wollen (Originaltitel Megaboa) ist ein US-amerikanischer Tierhorrorfilm aus dem Jahr 2021 von Mario N. Bonassin nach einem Drehbuch von Alex Heerman. Produziert wurde der Film von The Asylum. Als Hauptdarsteller fungiert Eric Roberts.

## Handlung
Dr. Malone wurde beauftragt gemeinsam mit einigen College-Studenten und weiteren wissenschaftlichen Mitarbeitern Höhlenzeichnungen zu sichern und einen Teil des Dschungels zu kartographieren. Zu Dr. Malones Gruppe gehören außerdem Allison, Grace, Adam, Benji, Jason und Rita. In dem Dschungel lebt eine sehr giftige Spinnenart. Eine dieser Spinnen sucht Unterschlupf in einem der Schuhe von Dr. Malone, als dieser seine Schuhe während einer Pause auszog. Als er sein Schuhwerk wieder anziehen will, wird er von der Spinne gebissen und vergiftet. Das Gift führt in etwa 36 Stunden zum Tod. Die Studenten versuchen daher, ein Charter-Unternehmen zu kontaktieren, dass den verletzten Dr. Malone aus dem Dschungel schafft und zur Behandlung in ein Krankenhaus schafft. Aufgrund von heftigen Winden ist ein Flug in den Dschungel aber unmöglich und so scheitert der Rettungsversuch.
Als Dr. Malone von der gescheiterten Rettungsmission erfährt, akzeptiert er seinen bevorstehenden Tod. Wenig später stößt Joaquin auf die Gruppe. Er bemerkt sofort, dass mit Dr. Malone los ist, und offenbart der Gruppe, dass eine spezielle Orchideenart die Wirkung des Giftes unterdrücken könne und dank der gewonnenen Zeit die Rettungsmission mit einem passenden Antidot am Unglücksort eintreffen könnte. Daher verlässt die Gruppe ihren Professoren, um sich auf die Suche nach der Blume zu machen.
Joaquin verschwieg der Gruppe allerdings, dass er sich bis vor kurzem nicht alleine durch den Wald schlug, sondern in Begleitung seines Partners war. Dieser wurde allerdings von einer gigantischen Boa verschlungen. Bereits bei der ersten Begegnung mit der Gruppe wird festgestellt, dass es sich bei dem Tier nicht um eine Titanoboa, sondern um die noch größere Megaboa handelt, die eigentlich ebenfalls als ausgestorben gilt. Immer wieder wird die Gruppe von der Schlange und den giftigen Spinnen attackiert und nach und nach dezimiert. So wird Jason von der Riesenschlange verschlungen, wenig später wird Adam getötet. Dadurch wird die Gruppe unsicher, was zu tun ist, und fragt sich, ob die Suche nach der Orchidee Priorität hat oder dass man lebend aus dem Dschungel gelangt. Während ihrer Flucht vor den Tieren finden sie Zuflucht in einer alten Holzhütte. Als sich Allison, Grace und Joaquin mit Feuer gegen die Tiere wehren, schaffen es nur noch die zwei Frauen lebend aus dem Haus. Benji, die die ganze Zeit bei Dr. Malone blieb, muss diesen nun gegen die Riesenschlange verteidigen. Bevor die Schlange Benji fressen kann, eilen Allison und Grace im letzten Moment zur Hilfe und Letztere kann die Schlange durch einen gezielten Stich mit dem Messer in den Kopf töten. Kurz danach schaffen es Rita und Jake vom Charter-Unternehmen Ofidio, einen Helikopter zur Rettung zu schicken.

## Hintergrund
Der Film entstand in einem Filmstudio in Los Angeles sowie auf Hawaii. Er feierte seine Premiere Silvester 2021 in den USA. In Deutschland startete er am 22. April 2022 in den Videoverleih.
Bei der Schlange handelt es sich um eine fiktive Art der Boas und nicht um eine Titanoboa. Der Film weist mehrere Parallelen zum 1997 erschienenen Tierhorrorfilm Anaconda mit Jennifer Lopez, Ice Cube und Jon Voight in den Hauptrollen auf.

## Rezeption
Darren Lucas für Movie Review 101 befindet, dass die Effekte im Film besser seien als bei vorherigen The-Asylum-Produktionen, bemängelt allerdings, dass der Fokus des Films eher auf dem lebensbedrohlichen Dschungel und nicht auf die riesige Schlange liegt.
Actionfreunde zerreißt den Film in allen Belangen. So wird die Story als „Kokolores“ beschimpft, da es wenig Sinn mache, „zur Kartographierung eines Dschungels mit sechs Mann“ anzurücken, „wenn letzten Endes nur einer gebraucht wird, der die alles filmende Drohne bedient“. Kritisiert werden die aus jüngeren The-Asylum-Produktionen bekannten Dialogszenen, die sich meistens unnötig hinziehen, ohne die Handlung weiter voranzubringen. Die Schauspieler werden als „talentlos“ betitelt. Auch die schauspielerische Leistung von Eric Roberts wird bemängelt. So hocke er „die meiste Zeit in einem Campingsessel und schmunzelt vor sich hin“. Die Riesenschlange ist im Film schätzungsweise lediglich fünf Minuten zu sehen und erscheint von Einstellung zu Einstellung optisch in einer anderen Erscheinung. So ist die Schlange manchmal als „dürrer Regenwurm, dann wieder wie ein gigantisches Monstrum“ zu sehen. Neben der generell schlechten Darstellung der Schlange und den dafür benutzen CGI-Effekten wird auch das Verhalten der Schlange kritisiert, da diese „überwiegend in den Baumwipfeln unterwegs ist und sich so weithin mit lautem Knacken des Geästes ankündigt“. Als Fazit wird geschrieben, dass es sich um „eine Art Antifilm“ handelt, und daher erhält er keine Punkte.
Aufgrund zu weniger Bewertungen hat der Film auf Rotten Tomatoes keine Wertung. In der Internet Movie Database hat der Film bei über 350 Stimmenabgaben eine Wertung von 2,7 von 10,0 möglichen Sternen (Stand: Juni 2023).